# Belgische militaire begraafplaats van Oeren

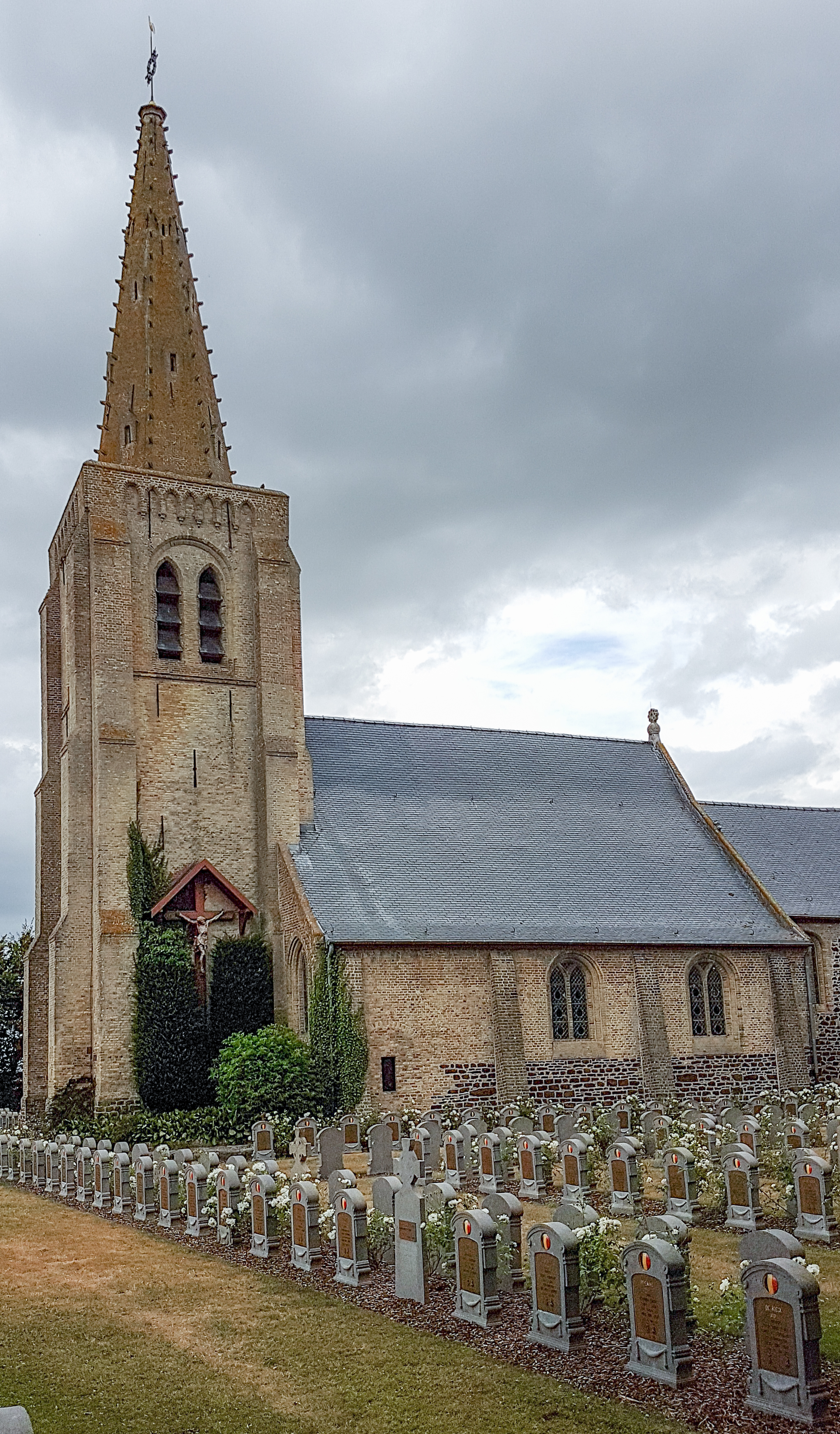
Sint-Apolloniakerk en kerkhof

De Belgische militaire begraafplaats van Oeren is een militaire begraafplaats met gesneuvelden uit de Eerste Wereldoorlog en ligt rond de voormalige Sint-Apolloniakerk van de Belgische plaats Oeren, een deelgemeente van Alveringem. De begraafplaats werd in 2008 beschermd als monument. De site staat sinds 2023 op de Unesco-Werelderfgoedlijst als onderdeel van inschrijving Begraafplaatsen en herdenkingssites van de Eerste Wereldoorlog (Westelijk Front).
Oeren leed fel onder de Eerste Wereldoorlog. In de zomer van 1915 ontstond de begraafplaats van Oeren rond de voormalige parochiekerk als tijdelijke noodoplossing. Het kerkhof van Alveringem was toen immers overbezet. Na een veertigtal graven gedolven te hebben, besliste de militaire overheid om de lichamen voortaan te begraven in Adinkerke. De begrafenisplechtigheid vond wel nog plaats in Alveringem. In 1917 werd deze omslachtige methode opgegeven en kregen de gesneuvelden voortaan in Oeren een plaatsje. Uiteindelijk vonden 651 gesneuvelde militairen er een laatste rustplaats, waaronder enkele Fransen artilleristen en 3 Duitsers.
De Belgische militaire begraafplaats van Oeren wordt ook gekenmerkt door de aanwezigheid van een aantal heldenhuldezerken, die verwijzen naar enkele episodes in de ontstaansgeschiedenis van de Vlaamse Beweging. De begraafplaats telt nu nog slechts vijf heldenhuldezerken met Keltisch kruis, een meeuw of Blauwvoet en de letters AVV-VVK, ontworpen door de frontsoldaat, schilder en tekenaar Joe English. Ooit stonden er meer van die zerken maar in de nacht van 9 op 10 februari 1918 hebben grafschenners er 38 besmeurd met cement (de letters AVV-VVK werden dicht gesmeerd). De Vlamingen reageerden prompt en de nacht erop overschilderden frontsoldaten de gedichte letters met zwarte verf. In 1925 werden de meeste van de 104 heldenhuldezerken kapotgeslagen om een weg aan te leggen en vervangen door Belgische grafstenen.
In 1923 vond hier de vierde IJzerbedevaart plaats onder het thema "Eerherstel aan de geschonden graven". Vanaf het jaar hierop vonden alle IJzerbedevaarten in Diksmuide plaats. Veel gesneuvelden werden kort na de oorlog gerepatrieerd naar hun geboortestreek. Nu resten er nog 510 graven.
Naar aanleiding van de 90ste verjaardag van de wapenstilstand en de bescherming van de begraafplaats als monument, vond er op 11 november 2008 een eerste herdenkingsplechtigheid plaats met verwanten van de gesneuvelden. Deze herdenking wordt om de twee jaar gehouden.